# Allianz Suisse Open Gstaad 2009
Allianz Suisse Open Gstaad 2009 — тенісний турнір, що проходив на ґрунтових кортах у місті Гштаад, Швейцарія з 27 липня . Належав до категорії ATP World Tour 250, був турніром серії Swiss Open Gstaad 2009 року.

## Фінальна частина

### Одиночний розряд
Томас Беллуччі —  Андреас Бек 6–4, 7–6(7–2)

### Парний розряд
Марко К'юдінеллі /  Міхаель Ламмер —  Ярослав Левинський /  Філіп Полашек 7–5, 6–3